# Konrad Hopferwieser senior
Konrad Hopferwieser senior, auch Conras Hopfenwieser, (* 25. November 1865 in Waldhausen im Strudengau, Oberösterreich; † 10. Oktober 1945 in Graz) war ein österreichischer Orgelbauer.

## Leben
Konrad Hopferwieser machte seine Lehre bei Leopold Breinbauer senior in Ottensheim. Seine Wanderjahre machte er bei Walcker, Sauer und Weigle in Deutschland. Seine Orgelbaufirma führte er von 1893 bis 1929 in Graz.
Er war auch Mitglied des Grazer Gemeinderates.
Von 1929 bis 1971 führten seine Söhne Konrad und Josef die Firma als Brüder Hopferwieser weiter. Bis 1964 entstanden 170 Orgeln mit pneumatischer Traktur, anschließend einige Orgeln mit mechanischer Traktur.

## Konrad Hopferwieser sen.
| Jahr | Opus | Ort                        | Gebäude                                    | Bild | Manuale | Register                                           | Bemerkungen |
| ---- | ---- | -------------------------- | ------------------------------------------ | ---- | ------- | -------------------------------------------------- | --- |
| 1893 | 1    | Graz                       | Taubstummenanstalt                         |      | I/P     |                                                    | nicht erhalten |
| 1894 | 2    | Heiligenkreuz am Waasen    | Pfarrkirche                                |      | II/P    | 24                                                 | Erstes großes Orgelwerk von Konrad Hopferwieser, original erhalten                                                                            |
| 1896 | 9    | Kitzeck im Sausal          | Pfarrkirche                                |      | I/P     | 8                                                  | erhalten → Orgel |
| 1897 |      | Ramsau am Dachstein        | Pfarrkirche                                |      | I/P     | 12                                                 | Gehäuse aus 1805 von Franz Xaver Schwarz; erhalten → Orgel                                                                                    |
| 1898 |      | Gaishorn am See            | Pfarrkirche Gaishorn                       |      | I/P     | 8                                                  | Erweiterung |
| 1899 | 13   | Gleisdorf                  | Stadtpfarrkirche Gleisdorf                 |      | II/P    | 28                                                 | 1962 umgebaut, 2002 ersetzt |
| 1899 |      | Leoben                     | Pfarrkirche Leoben-St. Xaver               |      | III/P   | 36                                                 | 2009 bearbeitet |
| 1900 | 14   | Eggenberg (Graz)           | Vinzenzkirche                              |      | II/P    | 17                                                 | 2003 restauriert Orgelbau Kuhn → Orgel |
| 1901 |      | Pinggau                    | Pfarrkirche Pinggau                        |      | I/P     | 11                                                 | |
| 1901 |      | Großklein                  | Pfarrkirche Großklein                      |      | I/P     | 8                                                  | [ 4 ] |
| 1902 |      | Graz                       | Dom St. Ägidius (Chororgel)                |      | II/P    | 14                                                 | Neubau der Chororgel. Aufstellung im Seitenchor des Altarraums. 1940 durch Dreher & Flamm erweitert, 1975 abgetragen.                         |
| 1902 | 16   | Voitsberg                  | Stadtpfarrkirche Voitsberg                 |      | II/P    | 19                                                 | 1987 durch eine neue Kögler Orgel ersetzt, neobarockes Gehäuse erhalten                                                                       |
| 1902 | 23   | Sinabelkirchen             | Pfarrkirche Sinabelkirchen                 |      | I/P     | 10                                                 | im Stil der Neorenaissance; 1992 ersetzt |
| 1903 | 25   | Sankt Lambrecht            | Stiftskirche                               |      | III/P   | 42                                                 | nicht mehr erhalten; Seit 2003 steht eine neue Orgel im Seitenschiff.                                                                         |
| 1905 | 30   | Piber                      | Pfarrkirche Piber                          |      | II/P    | 12                                                 | 2002 durch eine neue Vonbank-Orgel ersetzt. Aus den Teilen der alten Orgel wurde eine Hausorgel gebaut, welche sich in Privatbesitz befindet. |
| 1906 | 35   | Sankt Ruprecht an der Raab | Pfarrkirche Sankt Ruprecht an der Raab     |      | II/P    | 22                                                 | |
| 1906 |      | Neudau                     | Pfarrkirche Neudau                         |      | II/P    | 11                                                 | 2001 abgebrochen |
| 1907 | 39   | Edelsbach bei Feldbach     | Pfarrkirche Edelsbach                      |      | II/P    | 7                                                  | ursprünglich gebaut für die Pfarrkirche Graz, Don Bosco; 2005 ersetzt, Gehäuse erhalten                                                       |
| 1908 | 37   | Großsteinbach              | Pfarrkirche Großsteinbach                  |      | II/P    | 12                                                 | Werk im barocken Gehäuse aus der 1. Hälfte des 18. Jahrhunderts                                                                               |
| 1908 |      | Anger (Steiermark)         | Wallfahrtskirche Maria Heilbrunn           |      | I/P     | 9                                                  | Gehäuse aus 1803 von Franz Schwarz |
| 1908 |      | Bad Mitterndorf            | Pfarrkirche Bad Mitterndorf                |      | II/P    | 15                                                 | |
| 1909 |      | Arnfels                    | Pfarrkirche Arnfels                        |      | II/P    | 14                                                 | [ 7 ] |
| 1909 | 45   | Graz                       | Dom St. Ägidius                            |      | III/P   | 50                                                 | Neubau, größte Orgel der Fa. Hopferwieser. Umbau des vorhandenen Barockgehäuses. 1940 erweitert durch Dreher & Flamm, 1975 abgetragen.        |
| 1909 |      | Nestelbach bei Graz        | Pfarrkirche Nestelbach bei Graz            |      | II/P    | 9                                                  | 1984 eingreifend umgebaut, später durch digitale Orgel ersetzt                                                                                |
| 1910 |      | Graz                       | Pfarrkirche St. Leonhard                   |      | II/P    | 19                                                 | 1941 und 1980 umgebaut. |
| 1911 |      | Leoben                     | Pfarrkirche Mariä Himmelfahrt              |      |         | nicht erhalten, seit 1992 Orgel von Martin Pflüger | |
| 1911 | 54   | Sankt Peter im Sulmtal     | Pfarrkirche St. Peter im Sulmtal           |      | II/P    | 7                                                  | 2013 ersetzt |
| 1911 |      | Sankt Peter-Freienstein    | Pfarrkirche St. Peter-Freienstein          |      | II/P    | 18                                                 | 1952 und 1967 umgebaut, 1992 ersetzt |
| 1916 |      | Wagna                      | k.u.k. Lagerkirche Karlskirche (San Carlo) |      |         |                                                    | Kirche wurde 1928 abgetragen |
| 1924 | 80   | St. Kathrein im Burgenland | Pfarrkirche St. Kathrein im Burgenland     |      | I/P     | 5                                                  | |
| 1925 |      | Niklasdorf                 | Alte Pfarrkirche Niklasdorf                |      |         |                                                    | Teile in die neue Pfarrkirche übernommen |
| 1925 |      | Hannersdorf                | Pfarrkirche Hannersdorf                    |      | II/P    | 15                                                 | |
| 1926 |      | Kroatisch Minihof          | Pfarrkirche Kroatisch Minihof              |      | I/P     | 12                                                 | |
| 1927 |      | Pernegg an der Mur         | Filialkirche Pernegg an der Mur            |      |         |                                                    | Werk |

## Brüder Hopferwieser
| Jahr | Opus | Ort                         | Gebäude                                 | Bild | Manuale | Register | Bemerkungen |
| ---- | ---- | --------------------------- | --------------------------------------- | ---- | ------- | -------- | --- |
| 1927 | 91   | Sankt Kathrein am Offenegg  | Pfarrkirche St. Kathrein am Offenegg    |      | I/P     | 8        | |
| 1932 | 101  | Karl (Gemeinde Draßmarkt)   | Filialkirche St. Katharina              |      | I/P     | 8        | |
| 1938 | 117  | Moschendorf (Burgenland)    | Pfarrkirche Moschendorf                 |      | I/P     | 8        | [ 9 ] |
| 1949 |      | Kainach bei Voitsberg       | Pfarrkirche                             |      | I/P     | 10       | 1949 technischer Neubau mit pneumatischer Traktur und Kegelladen, Pfeifen großteils von 1721 von Ferdinand Schwarz, Orgel 2005 durch Orgelstudio Mobil gereinigt und überholt |
| 1939 |      | Rechnitz                    | Katholische Pfarrkirche Rechnitz        |      | II/P    | 18       | |
| 1948 |      | Hannersdorf                 | Filialkirche Burg                       |      | I/P     | 6        | |
| 1954 | 134  | Graden (Gemeinde Köflach)   | Pfarrkirche Graden                      |      | I/P     | 6        | Orgel erhalten |
| 1959 | 140  | Gleinstätten                | Pfarrkirche Gleinstätten                |      | II/P    | 15       | |
| 1960 | 147  | Ottendorf an der Rittschein | Pfarrkirche Ottendorf an der Rittschein |      | II/P    | 14       | |
| 1961 | 153  | Sankt Martin im Sulmtal     | Pfarrkirche Sankt Martin im Sulmtal     |      | II/P    | 18       | |
| 1963 |      | Gutenberg an der Raabklamm  | Pfarrkirche Gutenberg an der Raabklamm  |      |         |          | Umbau der Mauracher-Orgel von 1921 |
| 1965 |      | Gratwein                    | Pfarrkirche St. Rupert                  |      | II/P    | 15       | [ 12 ] |
| 1968 |      | Kleinpetersdorf             | Filialkirche "Christi Himmelfahrt"      |      | I       | 3        | [ 13 ] |
| 1968 |      | Bocksdorf                   | Pfarrkirche Bocksdorf                   |      | I/P     | 8        | [ 14 ] |
| 1969 |      | Deutsch Schützen            | Filialkirche Eisenberg an der Pinka     |      | I/P     | 6        | |

## Ehrung
Nach ihm ist die Konrad-Hopferwieser-Gasse in Graz-Liebenau benannt. 